# اچ‌دی ۱۷۸۲۳۳
اچ‌دی ۱۷۸۲۳۳ یک ستاره است که در صورت فلکی شلیاق قرار دارد.